# Myiopharus commixta
Myiopharus commixta là một loài ruồi trong họ Tachinidae.